# Paracaryum micranthum
Paracaryum micranthum là loài thực vật có hoa trong họ Mồ hôi. Loài này được (DC.) Boiss. mô tả khoa học đầu tiên năm 1849.